# 1890 aux Territoires du Nord-Ouest
Chronologie des Territoires du Nord-Ouest
- 1886
- 1887
- 1888
- 1889
- 1890
- 1891
- 1892
- 1893
- 1894

Cette page concerne des événements d'actualité qui se sont produits durant l'année 1890 dans le territoire canadien des Territoires du Nord-Ouest.

## Politique
- Premier ministre : Robert Brett (Président du conseil du lieutenant-gouverneur)
- Commissaire :
- Législature :

## Décès
- 26 septembre : Henri Faraud, missionnaire du grand nord aux territoires du Nord-Ouest.